# Helgaia grandis
Helgaia grandis är en kackerlacksart som beskrevs av Guilherme A.M.Lopes och de Oliveira 200. Helgaia grandis ingår i släktet Helgaia och familjen småkackerlackor. Inga underarter finns listade i Catalogue of Life.